# Castillo de Redondo
El Castillo de Redondo, en el Alentejo, está situado en la ciudad y parroquia de  Redondo, distrito de Évora, en Portugal.
Está situado en el lado sur de la Serra d'Ossa, a 24 km al suroeste de la orilla derecha del río Guadiana. Forma parte de la red de castillos del norte del Alentejo reestructurados por el rey  D.Dinis (1279-1325) y donados a la nobleza durante el período medieval tardío - Estremoz, Monsaraz y Portel -, y muestra cambios significativos con respecto al período manuelino. Desde la cima de la torre del homenaje se puede ver el Castillo de Evora Monte y la Serra d'Ossa, en la orientación noroeste.

## Historia
La historia y la evolución de esta estructura defensiva necesita más investigación.
Los restos de sus murallas y su torre del homenaje están clasificados como Monumento Nacional por Decreto publicado el 2 de enero de 1946.
La imagen de su entrada a este se popularizó, a partir de la década de 1990, por las etiquetas del «vino Porta da Ravessa», producido por la Adega Cooperativa de Redondo. Fue frente a esta puerta que tuvo lugar, en la Edad Media, la feria del pueblo.

## Galería

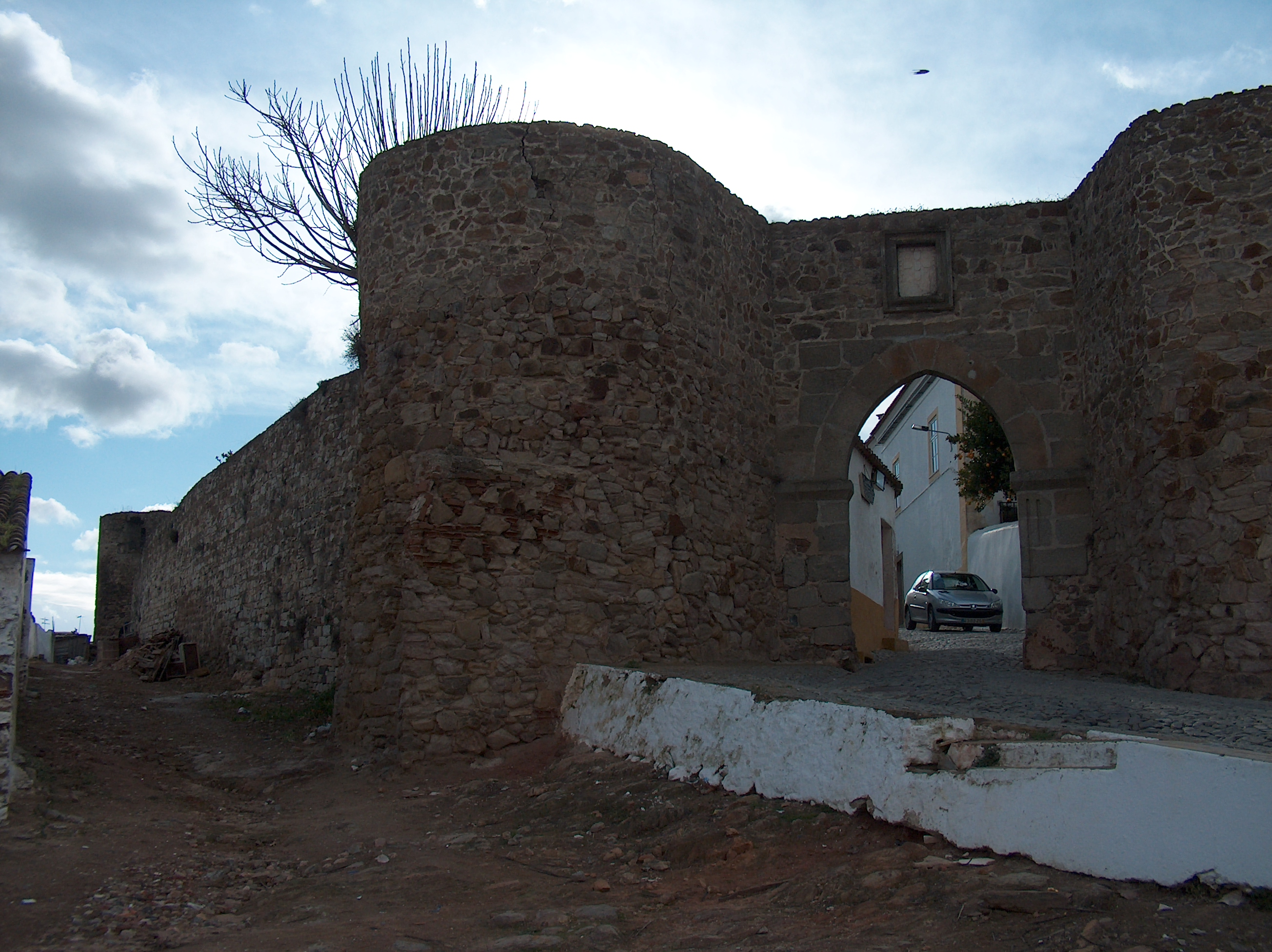
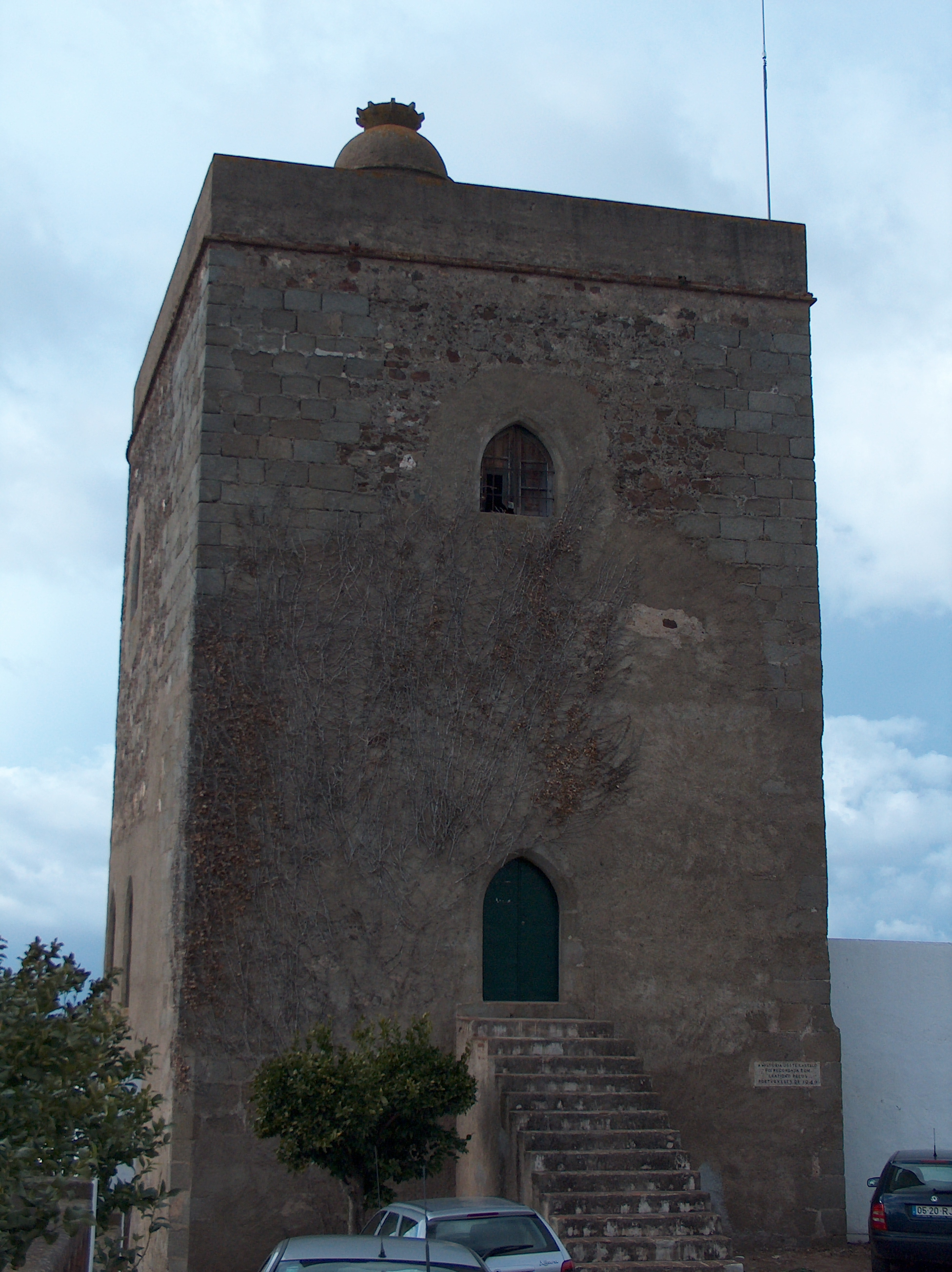
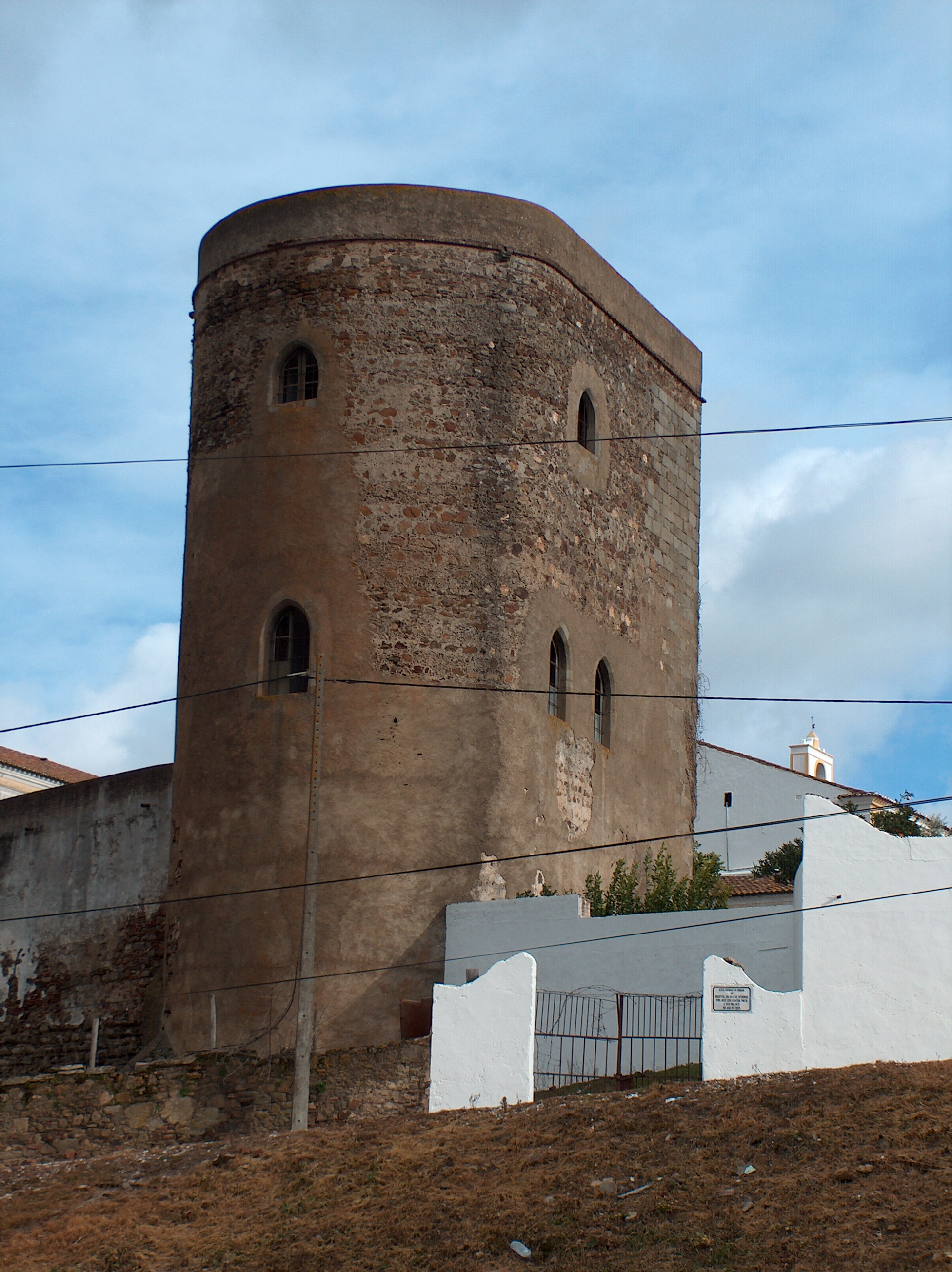